# Formation d'Escuminac
La formation d'Escuminac est une formation géologique du Québec qui conserve fossiles datant du Dévonien. 

## Présentation
Le site est notamment connu pour les fossiles de tétrapodomorphes basaux tels Eusthenopteron ou Elpistostege,,.